# Sistema bibliotecario ticinese
Il Sistema bibliotecario ticinese (SBT) coordina 74 biblioteche suddivise in pubbliche cantonali, specializzate, scolastiche e associate (tra cui alcune pubbliche comunali) in tutto il Cantone Ticino, Svizzera. Le prime tre tipologie sono biblioteche gestite e coordinate dallo Stato, mentre le associate sono biblioteche che appartengono ad enti pubblici o privati d’interesse pubblico e mettono a disposizione il loro patrimonio.
Le biblioteche cantonali, che costituiscono i principali istituti del SBT, sono: 
- Biblioteca cantonale di Bellinzona
- Biblioteca cantonale di Locarno
- Biblioteca cantonale di Lugano
- Biblioteca cantonale di Mendrisio "La Filanda"

Lo statuto del SBT è fondato sulla Legge delle biblioteche del 1991 e sul Regolamento di applicazione del 2019.
Tutte le biblioteche lavorano con lo stesso sistema di gestione, Aleph 500 di Ex Libris, seguendo le regole di catalogazione RDA.
Il SBT dispone di due cataloghi online, entrambi aperti al pubblico, uno cantonale e l'altro scolastico. È possibile svolgere ricerche simultaneamente nei due cataloghi tramite l’uso del discovery tool Sàmara, progetto del Sistema per la valorizzazione del patrimonio culturale, che permette di accedere a tutte le fonti d’informazione curate da archivi, biblioteche, musei e altri centri di documentazione presenti sul territorio ticinese. Le biblioteche del SBT offrono un servizio di prestito interbibliotecario gratuito all'interno del cantone, anche con biblioteche che non fanno parte del SBT. Le biblioteche cantonali permettono inoltre di richiedere documenti a pagamento provenienti da istituti al di fuori del cantone o dall'estero.
Il SBT è affiliato a BibliOpass, un circuito di oltre 500 biblioteche svizzere che permette ai possessori della tessera di una di queste biblioteche di iscriversi gratuitamente alle altre presentando la propria tessera.
Da agosto 2012 viene offerto a tutti agli utenti in possesso della tessera utente SBT l'accesso alla piattaforma MediaLibraryOnLine (MLOL) per la diffusione di documenti digitali (ebook, riviste e quotidiani, ecc.).
A dicembre 2020, le biblioteche dell’Università della Svizzera italiana e della Scuola universitaria federale per la formazione professionale, fino a quel momento associate al SBT, passano alla piattaforma SLSP, che riunisce le principali biblioteche universitarie della Svizzera.

## Fonti
1. ↑   CAN - Raccolta delle leggi del Cantone Ticino, su m3.ti.ch. URL consultato il 19 novembre 2024.
2. ↑   Servizi, su www.sbt.ti.ch. URL consultato il 18 novembre 2024.